# NGC 282
NGC 282 là một thiên hà hình elip trong chòm sao Song Ngư. Nó được phát hiện vào ngày 13 tháng 10 năm 1879 bởi Édouard Stephan.